# Bargello
Bargello nebo Palác Bargello (Palazzo del Bargello) je palác a muzeum ve Florencii. Budova byla postavena mezi roky 1255 a 1261, rozšířena v letech 1280 až 1346 a na muzeum přeměněna roku 1859. Budova má 54 metrů vysokou věž a původně byla sídlem různých florentských městských úřadů; své jméno získala v době, kdy zde sídlil náčelník městské policie, bargello. V 18. století se na dvoře paláce popravovalo. 
Muzeum Bargello (Národní muzeum Bargello, Museo Nazionale del Bargello) je především jedna z nejvýznamnějších sochařských sbírek světa, v níž jsou zastoupeni Michelangelo, Donatello, Benvenuto Cellini, Giovanni Bologna (Giambologna), Baccio Bandinelli, Vincenzo Danti a Tino di Camaino. Dále jsou zde sbírky mincí, zbraní a miniatur.
Stavba původně sloužila jako sídlo kapitána lidu (capitano del popolo), od roku 1260 byl sídlem starosty. V roce 1502 sloužila jako budova soudu a později, roku 1502 poskytla své prostory veliteli městské policie (capitano di giustizia), kterému však měšťané Florencie přezdívali dráb (bargello), odtud název.